# Ptychodium
Ptychodium là một chi rêu trong họ Thuidiaceae.